# 世界觀 (電視節目)
世界觀（英語：Global View）是電視廣播有限公司新聞及資訊部製作的時事資訊節目，於2020年3月9日啟播，時間約為4分鐘。另外，而同類節目為now新聞台的《環球薈報》。 

## 節目內容
節目內容以世界時事為主，以不同觀點讓觀眾分析時事。主播會揀選當天的重點新聞，主要是有爭議性的為主。然後會跟觀眾從不同角度分析時事，有時更會向觀眾設問問題，讓觀眾思考並自行分析時事的內容及好壞。

## 節目歷史

### 新聞台
節目在2015年12月8日首播，起初在當時的互動新聞台（現為無綫新聞台）播出，由馮兆寧或李偉達主持。播於一年後因收視持續偏低而停止錄製，於2017年1月8日播映最後一集後停播。

### 翡翠台
在2020年3月9日起，在停止播映香港電台節目後，無綫對翡翠台星期一至五黃昏新聞時段進行改革，延長《六點半新聞報道》的播放時間，並在其後播出改革後的《世界觀》。起初由方東昇主持，現時由翡翠台的其中一位女主播主持。

## 主持
2015年12月8日至2017年1月8日：馮兆寧、李偉達。2020年3月9日至2020年4月30日：方東昇、黃珊。2020年5月1日至2020年6月30日：李卓謙、黃曉瑩。2020年7月至8月：潘蔚林、黃珊。2020年9月至10月：李卓謙、黃曉瑩。2020年至2024年由黃珊、陳嘉欣、黃曉瑩不定時輪替，2025年則由黃曉瑩、陳嘉欣及黎在山不定時輪替。

## 節目時間
- 互動新聞台：逢星期日15:50-16:00首播（2015年12月8日至2017年1月8日）。
- 翡翠台：逢星期一至五19:20-19:25首播（2020年3月9日起）。